# Безумная (фильм)
«Безумная» (англ. I, Madman) — американский фильм ужасов 1989 года режиссёра Тибора Такача. Премьера фильма состоялась 13 октября 1989 года. Фильм имеет и другие названия — «Я, безумец», а также «Попасть в переплёт» (Hardcover).
Фильм оказался удачным в своём жанре — он получил Гран-при по разделу «фантастика» на Кинофестивале в Авориазе в 1990 году. Этот фильм оказался известным и для отечественного российского зрителя. В США фильм собрал $151 203.

## Сюжет
Молодая женщина Вирджиния работает в букинистическом магазине и увлекается чтением различного рода литературных произведений в жанре хоррор. Случайным образом на чердаке магазинчика в пыли и хламе она находит книгу писателя Мальколма Брэнда под названием Чем больше безумие, тем больше грех, которая озаглавлена как Невыдуманная история и была написана где-то в середине пятидесятых годов. Заинтересованная находкой Вирджиния вскоре погружается в чтение и сюжет книги буквально захватывает её. Сюжет книги повествует о враче и алхимике, который страстно влюбился в красавицу-актрису Анну Темплар. Однако Анна не отвечает на любовь алхимика и отвергает его, называя уродом. Последний в безумии и отчаянии обкалывает своё лицо новокаином и отрезает уши, нос, губы и скальп. В таком виде алхимик бродит по улицам и убивает случайных прохожих и отрезает у них те части лица, которых у него нет, и примеряет на себе, желая стать красивее.
Дочитав книгу до конца Вирджиния в анонсе узнаёт, что существует продолжение под названием Я — сумасшедший. Однако отыскать книгу Вирджиния нигде не может. Вскоре некто неизвестный присылает ей эту книгу и, в то же время, в городе начинают происходить идентичные описанным в книге события. Уверенная в том, что убийства совершает герой романа, он же автор, Вирджиния начинает своё расследование: она находит разорившегося издателя этих книг и выясняет, что книги были вовсе не художественными, а биографическими, отражающими реальные события жизни Мальколма Брэнда.

## В ролях
- Дженни Райт — Вирджиния
- Клейтон Ронер — Ричард
- Рэнделл Уильям Кук — доктор Кесслер / Малкольм Брэндт
- Стефани Ходж — Мона
- Мишель Джордан — Колетт

## Интересные факты
- Актёр Рэндолл Уильям Кук, исполнивший роль писателя, самостоятельно занимался гримом и специальными эффектами.